# René Lote
René Lote (* 1883 in Lorient; † 18. August 1944 in Quéven) war ein französischer Germanist, Romanist, Schriftsteller und Résistant.

## Leben und Werk
René Albert Marie Lote habilitierte sich in Paris mit den beiden Thèses Les origines mystiques de la science "allemande" (Paris 1913, auch in: William Coleman, French Views of German Science, New York 1981) und La France et l'esprit français jugés par le "Mercure" de Wieland, 1773–1797. Répertoire bibliographique précédé d'une introduction (Paris 1913). Lote war Agrégé, Gymnasiallehrer in Troyes, Französischlektor in Heidelberg und Professor für Deutsch in Grenoble. Zusammen mit Yves Dieny (1911–1944) wurde er beim Vormarsch der Alliierten in der Bretagne von den Deutschen ermordet. In Quéven ist eine Straße nach ihm benannt (Rue du Professeur Lote), und eine Erinnerungstafel befindet sich am Ort der Ermordung. In Lorient ist die Rue René Lote nach ihm benannt.

Lote wurde von der Académie des Sciences morales et politiques mit zahlreichen Preisen ausgezeichnet.

## Weitere Werke
- Du christianisme au Germanisme. L'évolution religieuse au XVIIIe siècle et la déviation de l'idéal moderne en Allemagne, Paris 1914, 1915
- Discours prononcé le 13 juillet 1916 à la distribution des prix du Lycée de Troyes, Troyes 1916
- Le Péril allemand et l'Europe, Paris 1916
- "Germania". L'Allemagne et l'Autriche dans la civilisation et l'histoire, Paris 1916, 2. Auflage, 1917
- Le Sens des réalités, sagesse des États. Leçons politiques sur la guerre, Paris 1917
- Les leçons intellectuelles de la guerre, Paris 1917
- Les Intellectuels dans la société française de l'ancien régime à la démocratie. Suivi d'une étude sur Félix Le Dantec [1869–1917], Paris 1918
- Minerve et Vulcain. L'industrialisme et la culture intellectuelle, Paris 1919
- Les Relations franco-allemandes: "On croyait se connaître", Paris 1921
- Histoire de la philosophie, in: Histoire de la nation française, hrsg. von Gabriel Hanotaux, Bd. 15, Histoire des sciences en France, 2. Teilbd., Paris 1925, S. 299–601
- Le germanisme d'après-guerre dans l'est de l'Europe, Grenoble 1926
- L'Allemagne d'après guerre. Histoire d'un relèvement national, Paris 1928
- Modernopolis. La comédie humaine et le progrès, Grenoble 1929 (Roman)
- La cité rouge de Bodolec, Grenoble 1929 (Roman)
- Les Oasis de la vie ou L'art de se défendre. Roman d'actualité, Paris : Les éditions du cygne (ohne Jahr)
- Explication de la littérature allemande, Paris 1931
- Les Visages de l'Allemagne à travers la géographie et l'histoire. Paysages. Villes. Arts. Civilisation, Grenoble 1931
- L'Allemagne de tous les jours, Grenoble 1932
- Deux siècles de vie littéraire et sociale en Allemagne, Grenoble 1932
- Les Dernières modes littéraires en Allemagne, Grenoble 1932
- Les Illusions sociales en politique, en littérature, dans la vie de tous les jours, Grenoble 1932
- Le génie à l'école de la douleur, Grenoble 1932
- Promenades dans l'Allemagne du Sud, Grenoble/Lyon 1933
- Promenades dans l'Allemagne du Nord, Grenoble/Lyon 1933
- Milieux allemands d'autrefois. Milieux humains de toujours. Santé et maladies littéraires. Militarisme et protocole. Bourgeois et "Philistins”, 4 Bde., Grenoble 1934
- L'Hygiène du bonheur, Grenoble 1934
- Histoire de la "culture" allemande. Vie politique et sociale. Sciences et Philosophie. Littérature et Beaux-Arts, "culture" ou civilisation ? Grenoble/Paris 1934
- Explication du hitlérisme, Grenoble/Paris 1934
- Promenades littéraires à travers l'Allemagne, Grenoble/Paris 1935
- Le Drame humain au théâtre de Sophocle à Ibsen, Lorient 1939
- Le Roman, déformation de la vie. De L'Iliade à Balzac et aux Faiseurs, Lorient 1939 (49 S.)
- Bilan des impérialismes. Synthèse historique, Grenoble 1940 (31 S.)